# Аккосеберри, Ги
Ги «Акко» Аккосеберри (фр. Guy «Acco» Accoceberry; род. 5 мая 1967 года в Вителе, Вогезы, Франция) — французский регбист, выступавший за сборную Франции и регбийные клубы «Тиросс» и «Бордо-Бегль», в последнем он также был главным тренером.
Обладатель третьего места на Чемпионате мира по регби 1995 и Большого шлема Кубка пяти наций 1997. За сборную своей страны провёл 19 матчей, в которых занёс две попытки.
После завершения спортивной карьеры стал фармацевтом и спортивным экспертом на радио.

## Карьера игрока
До 18 лет играл в составе «Тиросса», а затем перешёл в «Бордо-Бегль», клуб, за который провёл всю карьеру игрока. Играл на позиции скрам-хава.
Впервые был вызван в сборную Франции в возрасте 27 лет. Дебютировал 26 июня 1994 года в матче против сборной Новой Зеландии, в котором Франция одержала верх со счётом 22—8. В следующем матче, прошедшем 3 июля, отдал последнюю передачу Жан-Люку Садурни, что позволило тому занести решающую попытку за 30 секунд до конца времени и выиграть со счётом 23—20. Та попытка стала легендарной из-за мастерства исполнения и красоты командного взаимодействия игроков.
На Кубке пяти наций 1995 года провёл 4 встречи в качестве основного игрока команды. На Чемпионате мира в том же году провёл два матча, однако затем травмировался, получив перелом локтевой кости. В 1997 году в составе сборной выиграл Кубок пяти наций и Большой шлем.

## Награды

### Клубные
- «Бордо-Бегль»
  - Чемпионат Франции по регби
  -  Победитель: 1991

### В составе сборной Франции
- Чемпионат мира по регби
  -  Третье место: 1995
- Кубок пяти наций
  -  Победитель: 1997
  -  Третье место: 1995, 1996

## После завершения карьеры
После завершения карьеры Ги Аккосеберри стал фармацевтом, вместе со своей Стефани открыл аптеку. С 2008 года он является муниципальным советником по вопросам спорта в Бордо и спортивным экспертом на Radio France.